# Karlin
Karlin (anteriorment Karolin) és un suburbi de la ciutat de Pinsk, Belarús. Va ser fundat en 1690 com una ciutat independent i el seu nom prové del del seu fundador, Jan Karol Dolski. Cap a 1695, Dolsky havia construït una església (actualment és una sala de concerts) i una casa fortificada en aquell indret. També va permetre als jueus assentar-se a la zona.
Posteriorment, la poderosa família Wiśniowiecki va prendre el control del poble i va expandir el castell. En 1706, la població va ser capturada per les tropes sueques i fou cremada. Com a conseqüència de la destrucció de la ciutat de Pinsk, molts veïns es van traslladar a Karlin, parcialment restaurat, passant a ser amb el temps un important suburbi. El 1786 es construeix una nova església dels Benardins (actualment una Església Ortodoxa dedicada a Santa Bàrbara). En la segona partició de Polònia en 1793, Karlin va formar part de la regió cedida a Rússia. En 1799 les autoritats russes van incorporar oficialment Karolin a la ciutat de Pinsk.